# Sa femme (film, 1931)
Pour les articles homonymes, voir Sa femme.
Pour plus de détails, voir Fiche technique et Distribution.
Sa femme (His Woman) est un film américain en noir et blanc réalisé par Edward Sloman, sorti en 1931.
C'est un remake du film muet La Blonde de Singapour (1928).

## Synopsis
Sam Whelan, capitaine endurci et un peu misogyne d'un cargo des Caraïbes à destination de New York, trouve un bébé abandonné à bord de son navire, accompagné d'un mot de sa mère. Il engage Sally Clark, une entraineuse de cabaret se faisant passer pour la fille d'un missionnaire défunt, pour s'occuper de l'enfant. Au cours de la traversée, Gatson, un membre d'équipage, tente de violer la jeune femme. Le capitaine le jette par-dessus bord dans la bagarre qui s'ensuit. 
Une histoire d'amour se développe entre Sam et Sally, qui va être mise à l'épreuve à New York après qu'une enquête pour agression à l'encontre du capitaine révèle le passé douteux de Sally.

## Fiche technique
- Titre : Sa femme
- Titre original : His Woman
- Réalisation : Edward Sloman
- Scénario : Melville Baker (en) et Adelaide Heilbron (en), d'après le roman The Sentimentalists de Dale Collins (en) (1927)
- Musique : Frank Tours (non crédité)
- Photographie : William O. Steiner
- Montage : Arthur Ellis
- Société de production : Paramount Pictures
- Pays de production :  États-Unis
- Langue originale : anglais américain
- Format : noir et blanc — 35 mm — 1,20:1 — son : mono (Western Electric Noiseless Recording)
- Genre : drame, romance
- Durée : 76 minutes
- Dates de sortie : 
  - États-Unis : 21 novembre 1931
  - France : 11 janvier 1932

## Distribution
- Gary Cooper : le capitaine Sam Whalan
- Claudette Colbert : Sally Clark
- Averell Harris : Mate Gatson
- Richard Spiro : Sammy, le bébé
- Douglass Dumbrille : Alisandroe
- Raquel Davidovich : Maria Estella
- Hamtree Harrington : Aloysius, le marin noir
- Sidney Easton : Mark, le marin noir
- Joan Blair : Gertrude
- Charlotte Wynters : Flo
- Herschel Mayall : M. Jeremiah Morrissey
- Joseph Calleia : l'agent
- Lon Haschal : le capitaine de la goélette
- Harry Davenport : l’inspecteur des douanes
- John T. Doyle : docteur